# Palmera trepadora
Vara (Arecaceae) redirige aquí
Artículo introductorio: Introducción a los órganos de las plantas.
Artículo introductorio: Monocotyledoneae, y dentro de ellas la familia Arecaceae.

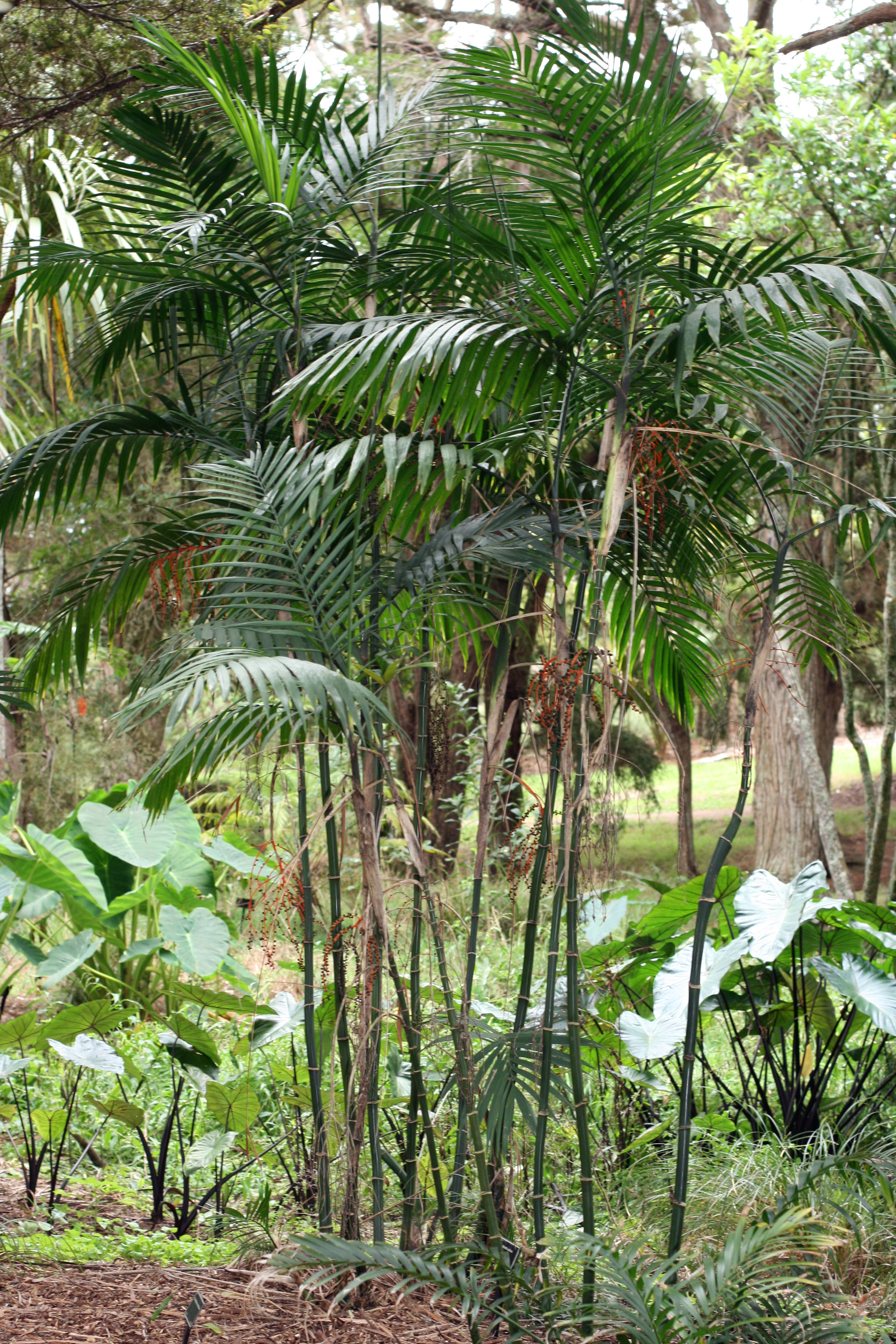
Ejemplares jóvenes de Chamaedorea costaricana. Las palmeras no tienen crecimiento secundario, por lo que el diámetro de la planta joven será el que se mantenga durante toda su vida. Sí "endurecen" (lignifican) la parte externa de su tallo después del crecimiento primario.

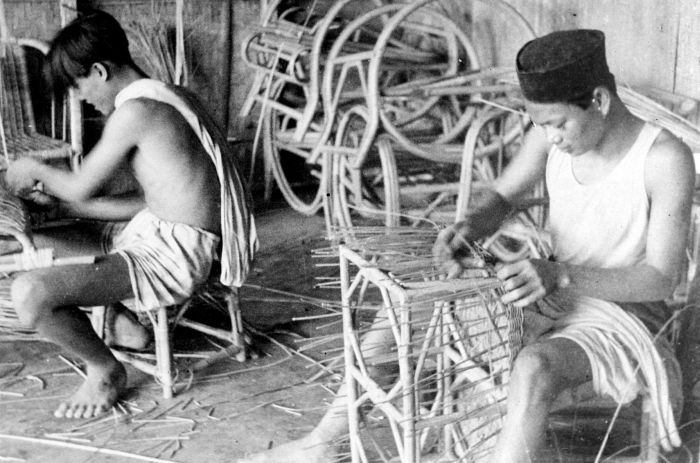
Indonesios confeccionando muebles de ratán.

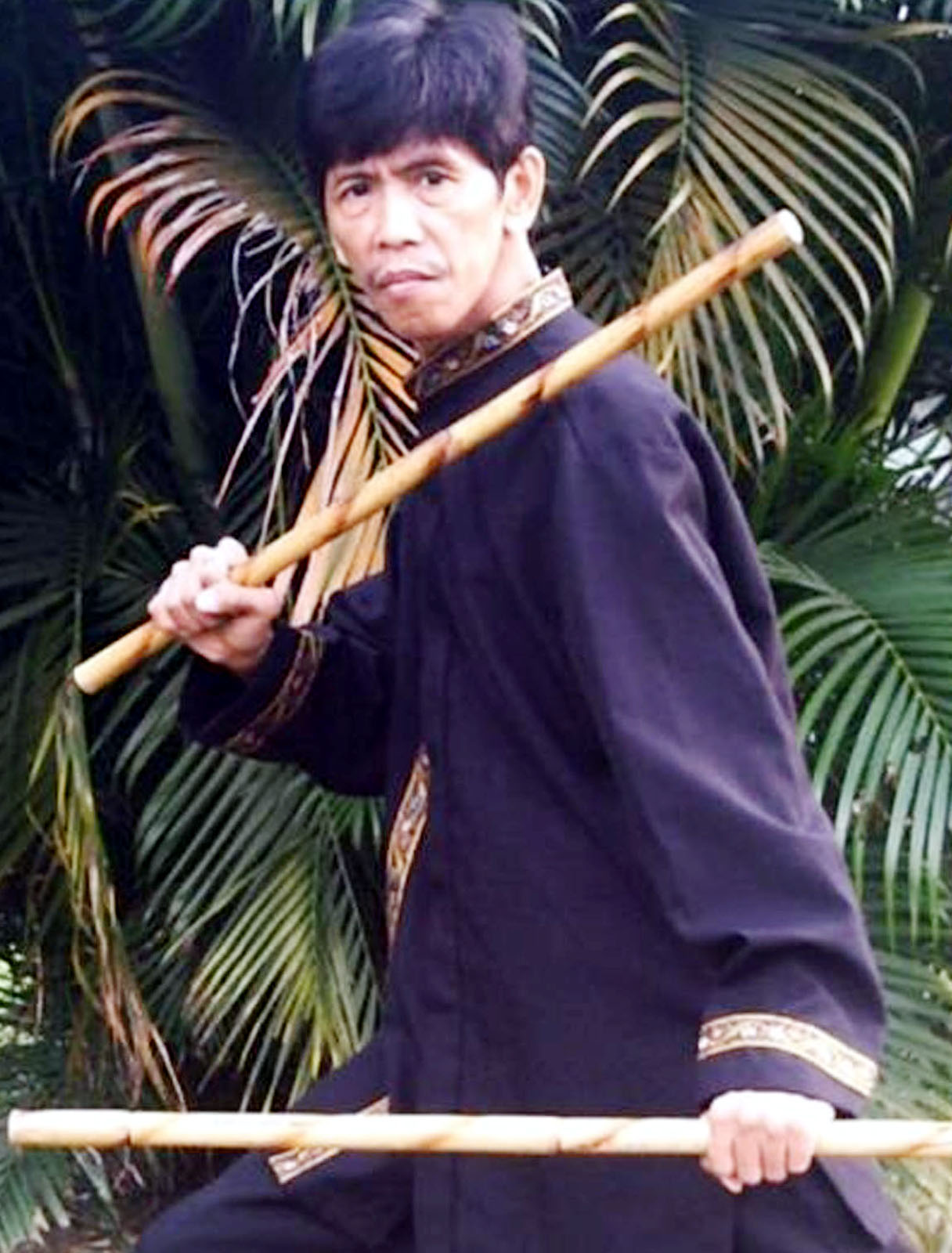
Debido a su elasticidad las varas de ratán absorben mejor el choque que las de otras maderas por lo que son seleccionadas para la confección de bastones, palos sacudidores de alfombras, palillos de instrumentos de percusión y armas de artes marciales (aquí eskrima).

Se llama palmeras trepadoras o palmeras de hábito semitrepador o apoyante a las palmeras (familia Arecaceae) que crecen erguidas y leñosas pero son de tallo muy delgado, de unos milímetros a unos 10 cm de diámetro, que luego de un período de crecimiento vencido por su propio peso se apoya en los árboles que lo rodean con lo que la planta gana altura en una forma de parasitosis mecánica de los árboles. De esta manera crecen decenas de metros hasta el dosel de los bosques, a una velocidad, si la luminosidad lo permite, de unos decímetros a 5 m por año según la especie. Botánicamente no son lianas (no son guiadoras), su hábito es semitrepador o apoyante.
"Inicialmente erectos, los delicados tallos suben a la búsqueda de los árboles que les otorgan soporte y trepan en el dosel de la selva por medio de ganchos recurvos y espinas que crecen en su tallo, hojas e inflorescencias. En todas las palmeras trepadoras las hojas son pinadas y se presentan a lo largo del tallo en lugar de formar una corona densa. Los tallos de las palmeras trepadoras, más comúnmente referidos como varas (canes en inglés) son macizos en costraste con las cañas de bambú que casi siempre son huecas". "La mayoría de las palmeras trepadoras también son palmeras cespitosas (en inglés clumping), que envían nuevos tallos aéreos [originados como hijuelos] subterráneos". "Unas 600 especies de palmeras en [16] géneros tienen un hábito de crecimiento trepador. La más notoria es el género Calamus, el género más diversificado de toda la familia de arecáceas, con aproximadamente 350 especies descriptas, y que es la fuente de casi todo el ratán comercial."
El hábito de "palmera trepadora" es uno de los términos útiles para referirse al hábito del tallo de las palmeras, los demás son "palmeras arborescentes", "palmeras arbustivas", y "palmeras acaulescentes", como definidos en Dransfield (1978 citado en Kubitzki ed. 1998).

## Diversidad
La mayor parte son las llamadas ratán. Los ratanes están cercanamente relacionados entre sí y pertenecen a la subfamilia Calamoideae. Todos los ratanes están confinados a los trópicos del Viejo Mundo, no hay verdaderos ratanes en el Nuevo Mundo. Todos ellos poseen tallos armados de espinas con función de fijación, las espinas se encuentran en las bases foliares persistentes. Comúnmente los géneros poseen representantes trepadores y especies no trepadoras cercanamente relacionadas con éstos, que los nativos que cosechan ratanes reconocen como tales y a las que les dan nombres acordes (p.ej. que etimológicamente significan "planta hermana de tal especie de ratán").
En el Nuevo Mundo otros dos grupos de palmeras tienen representantes trepadores y es usual que se crea erróneamente que son grupos cercanamente relacionados con los ratanes. Uno es Chamaedorea y el otro Desmoncus, de subfamilias diferentes, que trepan con la ayuda de sus folíolos terminales reflejos. Desmoncus es muchas veces explotado por las cualidades de sus varas y es usado de la misma manera que los ratanes.
Dypsis scandens que hace poco se descubrió en Madagascar, tampoco está relacionada con los verdaderos ratanes.
| Grupo Morfológico | Región                   | Taxones |
| ----------------- | ------------------------ | --- |
| Ratanes           | Trópicos del Viejo Mundo | Calamoideae: Calamus, principalmente, además Daemonorops, Ceratolobus, Korthalsia, Plectocomia, Plectocomiopsis, Myrialepis, Calospatha, Pogonotium, Retispatha, Laccosperma (syn. Ancistrophyllum), Eremospatha y Oncocalamus. |
| No ratanes        | Trópicos del Nuevo Mundo | Ceroxyloxideae: Chamaedorea Arecoideae: Desmoncus (también explotado como los ratanes) |
| No ratanes        | Madagascar               | Arecoideae: Dypsis scandens |